# 朱音埑
岷順王朱音埑（1431年—1480年），明朝第三代岷王，恭王朱徽煣的嫡第一子。
成化元年（1465年）朱音埑晉封岷王，成化十六年（1480年）去世，其子朱膺鉟嗣位。

## 家庭

### 子女

#### 子
- 嫡长子岷簡王朱膺鉟
- 嫡次子安昌怀僖王朱膺铺
- 嫡三子充城王朱膺锟
- 嫡四子黎山安懿王朱膺鉖
- 嫡五子沙阳端靖王朱膺铇
- 庶六子唐年恭裕王朱膺录

| 前任： 父恭王朱徽煣 | 明岷國國王 1465年－1480年 | 繼任者： 子簡王朱膺鉟 |